# Carmo (kommun)
Carmo är en kommun i Brasilien.   Den ligger i delstaten Rio de Janeiro, i den sydöstra delen av landet, 900 km sydost om huvudstaden Brasília. Antalet invånare är 17 439.
Följande samhällen finns i Carmo:
- Carmo

Omgivningarna runt Carmo är huvudsakligen savann. Runt Carmo är det ganska glesbefolkat, med 40 invånare per kvadratkilometer.